# Айке, Ульрих
У́льрих А́йке (нем. Ulrich Eicke; 18 февраля 1952, Вупперталь) — немецкий гребец-каноист, выступал за сборную ФРГ во второй половине 1970-х — первой половине 1980-х годов. Чемпион летних Олимпийских игр в Лос-Анджелесе, трижды серебряный призёр чемпионатов мира, победитель многих регат республиканского и международного значения.

## Биография
Ульрих Айке родился 18 февраля 1952 года в городе Вуппертале. Активно заниматься греблей начал в раннем детстве, проходил подготовку в спортивном клубе «Райнтройе» в Дюссельдорфе.
Благодаря череде удачных выступлений удостоился права защищать честь страны на летних Олимпийских играх 1976 года в Монреале — участвовал в гонках одиночных каноэ на дистанциях 500 и 1000 метров, в обоих случаях сумел дойти до финальной стадии и оба раза финишировал в решающих заездах восьмым.
В 1977 году Айке побывал на чемпионате мира в болгарской Софии, откуда привёз награду серебряного достоинства, выигранную в зачёте одиночек на пятистах метрах — лучше него дистанцию преодолел только румын Липат Варабьев. Два года спустя на мировом первенстве в Дуйсбурге повторил это достижение, на сей раз его обошёл советский гребец Сергей Пострехин. Планировал поучаствовать в Олимпийских играх 1980 года в Москве, однако многие западные страны, в том числе и ФРГ, бойкотировали эти соревнования по политическим причинам. Айке временно отошёл от спорта и сосредоточился на преподавательской деятельности.
Перед началом Олимпийских игр 1984 года в Лос-Анджелесе вернулся в сборную ФРГ и прошёл квалификацию на Игры. В одиночной километровой программе обогнал всех своих соперников, в том числе сильного канадца Ларри Кейна, ставшего чемпионом на пятистах метрах, и завоевал таким образом золотую олимпийскую медаль. При всём при том, страны социалистического лагеря по аналогии с предыдущей Олимпиадой бойкотировали эти соревнования, и многих сильнейших спортсменов из ГДР, Восточной Европы и СССР здесь попросту не было.
Став олимпийским чемпионом, Айке ещё в течение нескольких лет оставался в основном составе немецкой гребной команды и продолжал принимать участие в крупнейших международных регатах. Так, в 1985 году он выступил на чемпионате мира в бельгийском Мехелене и выиграл там серебряную медаль в одиночках на тысяче метрах, уступив в финале только представителю Советского Союза Ивану Клементьеву. В общей сложности в различных гребных дисциплинах Ульрих Айке становился чемпионом Германии 41 раз, ему долгое время принадлежал рекорд по этому показателю, пока это достижение не перекрыл Андреас Диттмер.
После завершения спортивной карьеры Айке перешёл на административную работу, состоял в немецкой спортивной федерации и в национальном олимпийском комитете. В период 1987—1995 годов возглавлял олимпийскую базу в Леверкузене, начиная с 2006 года является практикующим врачом. Помимо этого, был одним из главных популяризаторов гонок на лодках класса «дракон», сам неоднократно принимал участие в подобных соревнованиях, занимался подготовкой спортсменов и организацией регат. Созданная им команда в рамках ассоциации каноэ Вупперталя выиграла чемпионаты Европы 1996 и 1997 годов.